# Гродненская экономия
Гродненская экономия ― королевское хозяйство в Великом княжестве Литовском в XVI—XVIII веках. Создана в 1589 году из столовых имений (dobra stołowe), доходы которых шли на содержании королевского двора.

## Структура Гродненской экономии
До середины XVIII века экономия подразделялась на ключи, войтовства и деревни. Со второй половины XVIII века — на «губернии» ― Яновскую, Домбровскую, Сокольскую, Крынковскую, Квасовскую и Озёрскую. В состав «губерний» на 1783 год входило 49 ключей, 24 фольварка, 1 лентвойтовство, 13 городов и местечек, 368 деревень, 5 пущ (Сокольско-Новодворская, Перстунско-Переломская, Стриевско-Берштанская, Беловежская и Лужицко-Алицкая).
Экономия имела 7294 волоки земли (более 155 тысяч га), 10 580 хозяйств, 42 380 человек. Крестьянские хозяйства составляли 89,8 %, почти все тяглые. Положение крестьян экономии было несколько лучшим, нежели в магнатских и церковных владениях.
К середине XVII века, в 1651 году доход от Гродненской экономии выглядел так:
- 65,5 тыс. зл.
- 86 тыс. зл.
- 56 тыс. зл.
- 20 тыс. зл.
- 150 тыс. зл.

## Реформы Антония Тизенгауза
Экономии был нанесён большой ущерб во время эпидемий и войн второй половины XVII-первой половины XVIII веков. Во второй половине XVIII века хозяйство восстановлено. Шляхта, имея в аренде экономии, отдавала королю четверть прибылей. Но сейм 1764 года принял решение отдать королевские экономии в государственное управление. Подскарбий литовский Антоний Тизенгауз в 1765 году провел в них аграрную реформу, по которой предусматривалось возрождение фольварков и введение четырёхпольного севооборота за счёт расширения посевов многолетних трав. Земли разделили на хорошую, среднюю, плохую и совсем плохую. Потом организовали фольварки. Крестьянин с основного надела (1/4 волоки) выполнял 2 дня барщины (в неделю), 4 сгона (в год), шарварки, платил подати деньгами и натурой.
В Гродненской экономии были организованы так называемые «коммунальные магазины» — общие запасы зерна для членов общины путём сбора от каждого хозяина. Такие магазины позволял крестьянам получать помощь при неурожае. В экономии были организованы общие кассы: деньги, собранные с каждого дыма, шли на общие нужды ― благоустройство деревень, оплату лечения и так далее. Торговать крестьянам разрешалось только в городах и местечках.
В Гродненской экономии на одну волоку приходилось 5.8 человека, а на одно хозяйство — 0,69 волоки. Но теперь крестьянин имел право передавать свой надел по наследству. Прекратились злоупотребления со стороны арендаторов государственных имений. Но большинство крестьян не приняли реформу, поскольку увеличились их повинности. Например, крестьяне Гродненской экономии в 1777 году жаловались королю на грабежи их хозяйств управляющими имений.
Тысячи королевских крестьян, уже свободных от панщины (барщины) и переведенных на оброк, заставили опять исполнять панщину — строить, в условиях ещё худшего гнета и более суровой дисциплины, чем до оброка. Рабочий день длился 13 с половиной часов, работали 6 дней в неделю. Крестьянских детей силой отрывали от родителей, чтобы принудительно делать из них промышленных специалистов в Гродненской школе, возглавляемой французским профессором Жильбером из Лиона.
За 15 лет Тизенгауз построил двадцать три фабрики и два больших фабричных посёлка в Лососне и Городнице под Гродно. Там производились самые различные вещи: сукно, полотно, персидские ковры; чулки, шляпы, золотые галуны для шляхты; голландские кружева для дам; кареты и игральные карты. Тизенгауз открывал мельницы, пивоварни, маслобойни, красильни для тканей и кожи; собственные текстильные магазины и галантерейные лавки.
Но некоторые сторонние наблюдатели со скепсисом отнеслись к этим нововведениям. Например, английский путешественник Уильям Кокс замечал непосильность и подневольность рабочих Гродненской экономии, а Юзеф Выбицкий, сторонник Тизенгауза, писал, что подскарбий «…не шёл к зарождению и развитию культуры постепенно, а хотел в литовских пущах сразу цветущую Голландию зреть, каковая веками исподволь к своей зрелости подымалась». Тогда как «…наша земля не была еще предуготована принять брошенные в неё семена стольких экономическо-политических благ».
Между тем, Тизенгауз не считался ни с чем. Он завёл личную гвардию из боснийцев, которые врывались в имения должников и силой присоединяли их к экономии. В адрес короля шли бесконечные жалобы на самоуправство Тизенгауза. Недовольна были им и высшие шляхетские круги, называвшие подскарбия литовским царьком. В 1780 году король Станислав Август отстраняет Тизенгауза от управления экономией, преемником подскарбия стал Франтишек Ржевуский.
Все фабрики были остановлены, рабочие распущены по домам. Всё начинания Тизенгауза, создаваемые 15 лет, были ликвидированы в несколько дней.
«Вот и запустение. Вот и нет у тебя Городницы, — писал под свежим впечатлением Станислав Сташиц. — Вот и чванный чужеземец, собрав свои инструменты, с усмешкой покидает чужой край. Вот и тысячи мастеровых рук просят хлеба. В единый миг от одного конца страны до другого каждый гражданин сей жестокий миг восчувствовал».

## Управляющий Станислав Понятовский
В 1780 году король Станислав Август Понятовский назначил управлять экономией своего племянника князя Станислава Понятовского. Из его воспоминаний:
«Державный контракт на столовые имения в Литве я заключил случайно. В тот вечер я пришел к королю с годовым отчетом по трем полкам придворной кавалерии, которыми я командовал. Король был с кем-то занят. Ожидая его, я разговаривал с Цецишевским, министром королевских финансов, человеком очень рассудительным и благородным. Он сказал, что находится в большом затруднении после лишения Жевуского права на управление столовыми имениями, так как не знает, кому это поручить. Я сказал, что мог бы их взять на тех же условиях, что и Жевуский. Цецишевский сказал, что я оказал бы этим большую услугу королю. Назавтра к полудню все было готово и подписано. Я обязался платить на 20 000 дукатов больше, чем Жевуский».
Согласно люстрации Гродненской экономии за 1790 год, тяглые крестьяне составляли основную массу сельскохозяйственного населения. Так, из 11559 дымов тяглых было 9052, чиншевых ― 1653, халупников ― 521, огородников ― 214, а других категорий дымов было ещё меньше.
После третьего раздела Речи Посполитой (1795) владения экономии пожалованы или проданы частным лицам.
Помимо писцовой книги Гродненской королевской экономии 1558 года сохранились инвентари Гродненской экономии 1680 и 1792 годов (в Литовском государственном историческом архиве в Вильнюсе), где описаны земельные угодья и повинности крестьян.